# Caraga (ville)
Pour l’article homonyme, voir Caraga.
Caraga est une localité de la province du Davao oriental, aux Philippines. En 2015, elle compte 40 379 habitants.